# متاحف مشيرب

متاحف مشيرب هو مشروع أقامته شركة مشيرب العقارية، يحتفي بتاريخ أربعة بيوت تراثية تاريخية في حي مشيرب وسط الدوحة عاصمة قطر. تقع مشيرب ضمن أقدم جزء من العاصمة، وبهذا فإنها تشكل جزءًا مهمًّا من التاريخ الوطني لقطر، وتكشف عن جوانب فريدة من نوعها في التنمية الثقافية والاجتماعية في قطر، إذ تخلق بيئة موثوقة يشارك فيها الشعب القطري ويتبادل الأفكار حول ماضيه ومستقبله.
متاحف مشيرب جزء لا يتجزأ من تجديد المدينة الداخلية للمركز التجاري القديم مع أسلوبه التقليدي القائم على المجتمع. ويشكل ترميمُ البيوت التراثية الأربعة (وهي بيت بن جلمود وبيت الشركة وبيت محمد بن قاسم وبيت الرضواني) وتحويلُها إلى متاحف عالمية المستوى جزءًا حيويًّا من تطوير "مشيرب قلب الدوحة".
تقع متاحف مشيرب في المرحلة الأولى من مشروع «التراث» في منطقة "مشيرب قلب الدوحة"، بقيمة 20 مليار ريال قطري (5.5 مليار دولار أمريكي) على مساحة تبلغ 310,000 متر مربع.

## البيوت

### بيت بن جلمود
يرسم بيت بن جلمود تاريخَ تجارة الرقيق العالمية، خاصة في منطقة المحيط الهندي، والتغييرات الناجمة عن إلغائها.
ويطمح بيت بن جلمود إلى رفع مستوى الوعي بمخاطر استغلال البشر واستعبادهم، ومحالة القيام بدور محوري في القضاء على ذلك على المستوى العالمي. ويعرض البيت أيضًا المثابرة البشرية، ويقر بالمساهمة الاجتماعية والثقافية والاقتصادية التراكمية للرقيق في تنمية الحضارات الإنسانية.
ويكشف البيت عن دور الإسلام في توفير المعاملة الإنسانية للرقيق وإدماجهم في المجتمع، في محاولة لإلغاء الرق في نهاية المطاف.
وتخصص أجزاء معينة من البيت لسرد التجارة في المستعبدين في جميع أنحاء المحيط الهندي، وهي منطقة شاسعة تشكل بلدان الخليج العربي جزءًا منها.
بالإضافة إلى ذلك، يلقي البيت الضوء على جلب العبيد من زنجبار للغوص للؤلؤ نيابة عن أصحابها القطريين.

### بيت الشركة
هذا البيت يروي تاريخ رواد صناعة النفط وأسرهم الذين ساعد عملهم في إحداث نقلة نوعية في قطر.
ويقع هذا المتحف داخل البيت الذي كان يستخدم سابقًا مقرًّا لشركة النفط الأولى في قطر، ويعرض قصة رواد صناعة النفط القطريين وأسرهم الذين ساعدوا على تحويل قطر إلى مجتمع حديث؛ أولئك الرجال الذين عملوا ليس فقط لتوفير احتياجات أسرهم ولكن أيضًا لوضع الأسس للأمة الناشئة. وقد أبدى هؤلاء الرواد القطريون تفانيهم الملحوظ في مجال التنقيب عن النفط.

### بيت محمد بن جاسم
بناه محمد بن جاسم آل ثاني، ابن مؤسس قطر جاسم بن محمد آل ثاني. ويسلط المتحف الضوء على ماضي وحاضر منطقة "مشيرب قلب الدوحة" والعناصر المستدامة المستخدمة في هذا المشروع الكبير.
ويضم المتحف أيضًا مشروعَ "إيكو ميموري آرت"، باستخدام العناصر التي تم اكتشافها أثناء إعداد هذا الموقع لبناء البيت.
ويوضح البيت القيم التقليدية لمشيرب كأساس للتنمية المستقبلية في الدوحة، ويقدم التحول من مشيرب مع مرور الوقت من خلال استعادة ذكريات الماضي وعرض حاضرها وإشراك الزوار في خطط للمستقبل.

### بيت الرضواني
بُني بيتُ الرضواني لأول مرة في عقد 1920، ويقع هذا البيت بين الجسرة ومشيرب، وهما من أقدم أحياء الدوحة.
يعرض البيت الحياة الأسرية القطرية التقليدية على مر القرون من خلال لحظات محورية مثل اكتشاف النفط ووصول الكهرباء. وتشكّل أعمالٌ الحفر التي يقوم بها علماء الآثار في بيت الرضواني أولى الحفريات الأثرية في وسط المدينة. وقد نتج عن هذه الحفريات عددٌ من الاكتشافات المهمة التي توفر بعض الأدلة على الحياة اليومية في تلك الأوقات.

## الموقع
تقع متاحف مشيرب في شارع محمد بن قاسم في الدوحة بجوار الديوان الأميري.